# Olympiaworld Innsbruck
Olympiaworld Innsbruck, tidigare Olympiahalle Innsbruck, är en ishall i Innsbruck, Österrike. Den byggdes 1963, och har en publikkapacitet på 7 212 åskådare under ishockeymatcher och 15 000 under handbollsmatcher. 
De olympiska ishockeyturneringarna 1964 och 1976 spelades här, och anläggningen tilldelades även matcher vid Europamästerskapet i handboll för herrar 2010.